# The Sorrows of Satan
The Sorrows of Satan és una pel·lícula muda dirigida per D. W. Griffith el 1926. Està basada en la novel·la del mateix nom de 1895 de Marie Corelli. En aquesta època, Griffith havia deixat el seu estatus de director independent per treballar per la Paramount Pictures.
Una versió anterior de la novel·la de Corelli havia estat filmada a Anglaterra el 1917, però aquella versió no va ser tan fidel a la novel·la com el remake de 1926. Segons es diu, Griffith no va voler fer aquest projecte, però en el primer projecte per a la Paramount no va tenir elecció. Tot i aix, la pel·lícula va resultar ser una de les obres més ben realitzades de Griffith i la crítiques favorables han augmentat al llarg dels anys. Després d'acabar la pel·lícula, aquesta va quedar fora dels seu control i fou reeditada per Julian Johnson. Aquest va ser el darrer paper de Carol Dempster com a actriu, tot i que va viure fins a l'any 1991.
Un fragment de la pel·lícula va ser utilitzat en la coberta de la cançó "Bela Lugosi's Dead" de la banda anglesa Bauhaus.

## Repartiment
| Actor          | Funció                  |
| -------------- | ----------------------- |
| Adolphe Menjou | Prince Lucio de Rimanez |
| Ricardo Cortez | Geoffrey Tempest        |
| Carol Dempster | Mavis Claire            |
| Lya De Putti   | Princess Olga           |
| Ivan Lebedeff  | Amiel                   |

## Trama
Adolphe Menjou apareix com a el Princep Lucio de Rimanez, qui de fet és Satan que ha assumit una forma humana. Quan l'escriptor Geoffrey Tempest (Ricardo Cortez) maleeix a Déu per les seves desgràcies, el Príncep Lucio apareix sobtadament i diu a Tempest que ha heretat una fortuna. L'únic condició és que Tempest ha de posar el seu destí en les seves mans. Tempest progressa i aconsegueix una posició destacada dins la classe social alta europea. Llavors Lucio ordena a Tempest que es casi amb una princesa russa, Olga (Lya De Putti), malgrat que l'escriptor estima a Mavis Claire (Carol Dempster). Finalment, el Príncep Lucio revela la seva identitat, però no abans que Olga es suïcidi. Després de refusar al diable i totes les seves promeses falses, Tempest viu feliçment amb Mavis.

## Producció
Aquesta pel·lícula, com The Queen of Sheba i Ben-Hur, va ser presentada en una versió diferent a Europa a causa de les escenes amb nuesa. La versió nord-americana va fer que el personatge de Lya de Putti interpretés una escena de discoteca amb prou vestiment per passar els censors. En la versió europea, Griffith va mostrar l'escena de cabaret amb en Putti en topless Putti.